# KeVaughn Allen
KeVaughn Allen (Little Rock, 10 oktober 1995) is een Amerikaans basketballer.

## Carrière
Allen speelde collegebasketbal voor de Florida Gators van 2015 tot 2019. In 2019 werd hij niet gekozen in de NBA draft. In 2019 trainde hij een tijdje mee met de Rio Grande Valley Viper voor de start van het seizoen maar maakte uiteindelijk niet de cut. Hij tekende daarop in december voor het Montenegrijnse KK Lovćen 1947 waar hij de rest van het seizoen uit speelde. Het seizoen 2020/21 speelde hij bij het Finse Ura Basket.
In 2021 tekende hij een contract bij de Belgische eersteklasser Leuven Bears. Hij verlengde aan het einde van het seizoen zijn contract met een jaar voor het seizoen 2022/23. In 2023 tekende hij bij de Kroatische club KK Cedevita Junior. Na een seizoen tekende hij bij de Roemeense eersteklasser BC Athletic Constanța. In december 2024 verliet hij de club en tekende bij het Griekse GS Lavrio BC. In januari 2025 verliet hij de ploeg voor de Duitse tweedeklasser BBC Bayreuth waar hij de rest van het seizoen speelde. Aan het einde van het seizoen verlengde hij er zijn contract.